# Славка Лесидренска
Славка Лесидренска, известна и като Слава Леси, е българска юристка и съставителка на арбитражни сборници към Българска търговско-промишлена палата. Славка е и блогърка, писателка и водеща на детско предаване.

## Биография
Славка Лесидренска е родена на 7 октомври 1940 година в София в семейството на български учител. Има две сестри и е най-голямото дете. Дипломира се като юрист от Юридическия факултет на Софийски университет „Свети Климент Охридски“ и работи над 40 години по специалността си.
В периода 1989 – 2003 година заедно с Любка Василева е съставител на пет арбитражни сборника с арбитражно право.
През 2012 г. от печат излизат книгите ѝ „Детство мое“, „Мъдростта на библейските притчи“ и „Четиво за свободното време“. От 2012 до 2015 г. е водеща на детското радио-предаване „За децата със Слава и Мимо“ заедно с внук си Мимо Гарсия. През 2015 г. води специален епизод на „Един час със Слава Леси“.
От 2010 г. има известен блог.
От 2019 г. до смъртта си е председател на Борда на съветниците към „Да говорим заедно“.
Славка Лесидренска умира на 23 ноември 2021 година. През 2022 г. Мимо Гарсия съставя книгата „Баба и внук: подбрани опити за поезия“, посветена на нея и съдържаща написани от нея стихове.